# 宁沪高速
江蘇寧滬高速公路股份有限公司(港交所：0177,上交所：600377,OTCBB：JEXYF
)是中國江蘇省的一間基建公司。江蘇寧滬高速公路股份有限公司成立於1992年8月，註冊資本人民幣50.38億元，是目前江蘇省唯一在滬、港、美兩地上市三地交易的交通基礎設施類公司。公司主要業務是收費路橋的投資、建設、營運和管理，公司核心資產是滬寧高速公路江蘇段，另外還擁有312國道滬寧段、錫澄高速公路、廣靖高速公路、寧連公路南京段、蘇嘉杭高速公路江蘇段以及江陰長江公路大橋等位於江蘇省內的收費路橋全部或部分權益。目前公司管理的公路里程已超過700公里，總資產達到246億元，是中國公路行業境內上市公司中資產規模最大的公司。

## 外部連結
- 江蘇寧滬高速公路股份有限公司（页面存档备份，存于）（简体中文）